# Vojislav Melić
Vojislav Melić (szerb cirill betűkkel: Војислав Мелић; Szabács, 1940. január 5. – Belgrád, 2006. április 6.) szerb labdarúgó.
A jugoszláv válogatott tagjaként részt vett az 1962-es világbajnokságon.

## Sikerei, díjai
Crvena zvezda
- Jugoszláv bajnok (1): 1963–64
- Jugoszláv kupa (1): 1963–64